# Принс
Принс Роджерс Нельсон (англ. Prince Rogers Nelson; 7 июня 1958[…], Миннеаполис, Миннесота — 21 апреля 2016[…], Шанхассен) — американский музыкант, певец, гитарист-виртуоз, мультиинструменталист, автор песен, композитор, продюсер, актёр, режиссёр. На протяжении большей части своей карьеры выступал под именем Принс, но использовал также и другие псевдонимы.
По всему миру продано более 100 миллионов копий его альбомов. Лауреат семи премий «Грэмми», премий «Оскар» и «Золотой глобус». В 2004 году имя Принца было занесено в Зал славы рок-н-ролла, в 2006 — в Зал славы музыки Великобритании, в 2016 — в Зал славы ритм-н-блюза.

## Биография
Когда я только начинал заниматься музыкальным бизнесом, я был весьма озабочен понятием свободы. Свободой продюсирования, свободой играть на всех музыкальных инструментах на моих записях, свободой сказать всё, что я хочу. <…> Но без подлинного духовного наставления слишком много свободы может привести к разложению души. И вот моё слово молодым музыкантам: истинный друг или наставник у вас не на зарплате. Истинный друг или наставник заботится о вас так же, как о себе. C этим миром, с его порочной системой будет всё трудней и трудней управляться без истинного друга и наставника. И я желаю вам всем самого лучшего в этом увлекательном путешествии.
— Принс, речь на церемонии введения в Зал славы рок-н-ролла

Принc родился и вырос в Миннеаполисе в семье афроамериканцев. Отец Принcа, Джон Льюис Нельсон, был пианистом и композитором, а мать, Матти Делла, — джазовой певицей. Джон Льюис имел сценический псевдоним Принc Роджерс, а его группа называлась Prince Rogers Trio. В одном из интервью он сказал следующее: «Я назвал сына Принцом, чтобы тот мог делать всё, о чём я мог только мечтать». В детстве Принc страдал от эпилепсии, пока (по словам матери) в один прекрасный день не подошёл к ней и объявил, что больше не будет больным, потому что «так ему сказал ангел». В 7 лет Принц освоил фортепиано, в 13 — гитару, в 14 — ударную установку.

### Ранние годы
В юности увлекался записями Джеймса Брауна, Слая Стоуна, Джорджа Клинтона и Джими Хендрикса. В 1977 году вступил в созданную мужем двоюродной сестры группу 94 East. Записанную Принсом демозапись услышал местный бизнесмен Оуэнн Хасни и помог ему заключить контракт с лейблом Warner Bros. Records, который предоставил артисту полную свободу действий. В 1978 году выходит дебютный альбом Принса For You, в котором исполнитель самостоятельно написал, спродюсировал, аранжировал и исполнил все песни.
Ранние записи Принса были революционными для ритм-энд-блюза: место традиционной духовой секции занимали головокружительные синтезаторные импровизации, в основе многих композиций лежали экономные ритмические пульсации драм-машин. На материале раннего творчества Принца музыкальные критики заговорили об особом «миннеаполисском звучании», которое противопоставлялось господствовавшему в ритм-энд-блюзе 1970-х годов мягкому «филадельфийскому звучанию». После Принца потеряло актуальность существовавшее прежде разделение ритм-энд-блюза на лирический «соул» и танцевальный «фанк»; каждая его композиция представляла собой оригинальный синтез этих направлений.
Эти черты проявились уже во втором альбоме артиста Prince (октябрь 1979), разошедшемся тиражом в миллион экземпляров и содержавшем его первый большой хит «I Wanna Be Your Lover». Альбом Dirty Mind (октябрь 1980), а за ним — и Controversy (октябрь 1981), вызвали много шума своими откровенными, подчас провокационными текстами. Не менее эпатировали его колоритные, динамичные выступления в сапогах на огромных каблуках, которыми певец стремился компенсировать невысокий рост (ок. 160 см). Когда в 1981 году Принц появился на разогреве у Rolling Stones на высоких каблуках, в вязаных гамашах, бикини и полушинели военного покроя, поклонники легендарной рок-группы забросали его мусором. Пошли слухи о нетрадиционности его сексуальной ориентации, которые (как и многие другие) Принс только подогревал текстом композиции «Controversy».

### Пик популярности
В том же 1981 году, вернувшись из вызвавшего противоречивые отклики «панк-фанк-тура» по США, Принс под псевдонимом «Jamie Starr» создал сайд-проект The Time (с которым впоследствии записал и выпустил четыре альбома). С The Time Принц мог работать в стиле своих ранних альбомов, параллельно исследуя новые горизонты в сольной карьере; своей собственной группе Принц дал название The Revolution.
В октябре 1982 г. на полки музыкальных магазинов поступил двойной альбом артиста, 1999, сделавший его имя известным за пределами США и превративший его в самого популярного музыканта планеты после Майкла Джексона. Альбом разошёлся тиражом в свыше 3 миллионов экземпляров, две дорожки с альбома стали визитными карточками Принса и вошли в составленный журналом «Rolling Stone» список величайших песен всех времён — антиутопическая «1999» и полная эротического подтекста «Little Red Corvette», видеоклип к которой стал одним из первых видеоклипов темнокожих музыкантов (наряду с «Billie Jean» Майкла Джексона), попавших в плотную ротацию MTV.

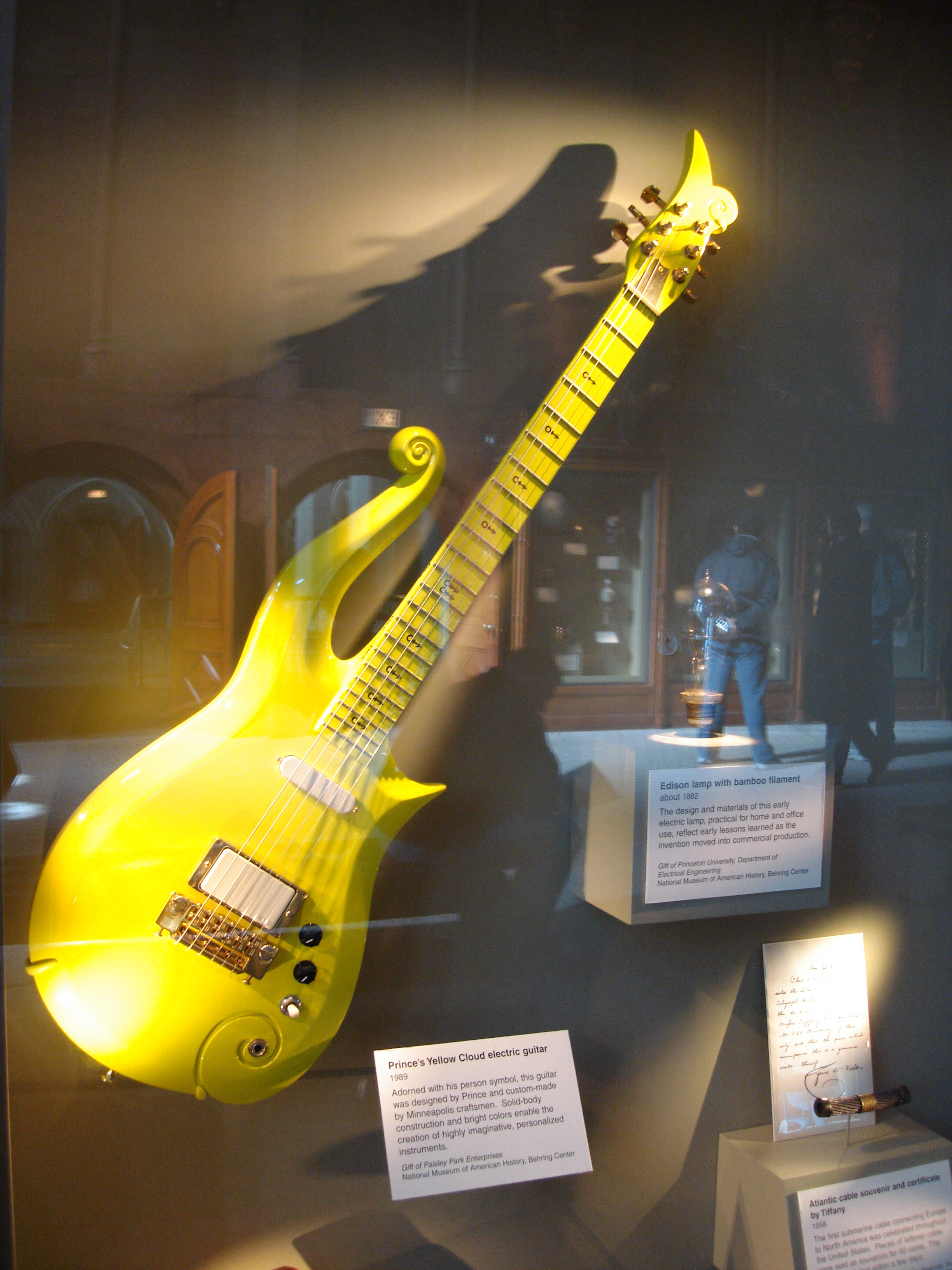
Гитара Принца «Жёлтое облако» на выставке в Смитсоновском институте

Истерия вокруг имени 26-летнего Принса достигла пика в 1984 году, с выходом его самого успешного диска Purple Rain, который сопровождался одноимённым фильмом («Пурпурный дождь»). На протяжении всего года Принс господствовал в чартах, в один момент возглавив списки самых продаваемых в США альбомов, синглов и фильмов, что было беспрецедентно. На первой строчке Billboard 200 альбом провёл 24 недели подряд (4-й результат за всю историю американской музиндустрии). Две песни с диска — «When Doves Cry» и «Let’s Go Crazy» — дошли до первой позиции в Billboard Hot 100, а величественная баллада «Purple Rain» остановилась на втором месте, но зато была удостоена «Оскара» как лучшая песня к фильму и была впоследствии названа журналом Pitchfork «лучшей песней 1980-х годов». Альбом Purple Rain стал зенитом успеха Принса у публики и критиков; он регулярно входит в списки лучших альбомов эпохи рок-н-ролла.
Именно откровенный текст «Darling Nikki» привёл к созданию общественной организации Parents Music Resource Center, постановившей снабжать альбомы специальным стикером «Parental Advisory: Explicit Lyrics» — о наличии в текстах песен нецензурной или откровенной лексики.
Изнурённый длительным туром по США (в котором его сопровождала подруга Аполлония), Принс объявил о временном прекращении концертной деятельности и съёмок на телевидении, занявшись записью неопсиходелического альбома Around the World in a Day (1985). Отклонив предложение поучаствовать в записи благотворительного сингла «We Are the World», Принц предоставил для альбома USA For Africa собственную песню «4 The Tears In Your Eyes». На протяжении последующих лет он последовательно работал над расширением своей музыкальной палитры, обогащая её элементами панка, джаза, хип-хопа и новой волны. В 1986 г. последовали альбом и фильм Parade, в которые вошла одна из наиболее характерных и узнаваемых песен Принца — «Kiss» (за которую Принц так же получил «Грэмми»). Вышедший в 1987 году альбом Sign o' the Times критики нарекли самым глубоким и оригинальным альбомом Принца, а влиятельный журнал «Time» — лучшим альбомом 1980-х годов.
Немногие авторы песен могли в то время сравниться с Принсом по востребованности — созданная им для Чаки Хан версия «I Feel for You» стала первой рэп-композицией, возглавившей британские чарты, а в 1990 г. Шинейд О’Коннор записала самый кассовый сингл года — пронзительную балладу «Nothing Compares 2 U», автором которой опять-таки был Принц. Майлз Дэвис заявлял, что мечтает поработать с Принсом, которого считал «самым многообещающим артистом нашего времени» и «новым Дюком Эллингтоном».

### Эксперименты 1980-х — 1990-х
Со второй половины 1980-х годов творчество Принса, более не сдерживаемое коммерческими соображениями, стало эволюционировать в самых непредсказуемых направлениях. Принс начинает радикально менять свой имидж и музыку; распустив The Revolution в 1986 году и создав новый коллектив New Power Generation, он смещает звучание в сторону фанка и хип-хопа. В конце 1987 года певец за несколько дней до релиза отменил выход амбициозно задуманного как «возврат к чёрным корням» диска The Black Album. Также Принс отклоняет предложение Майкла Джексона записать дуэтом композицию «Bad», задуманную как иллюстрация к соперничеству двух музыкантов. Подобная непредсказуемость обескураживала фанатов и подтачивала основы его успеха у публики. Некоторые объясняли налёт психоделии и экспериментальную структуру таких записей как Around the World in a Day (1985) и Batman (1989, тема к фильму «Бэтмен», 1-е место в США), увлечением наркотиком «экстази».

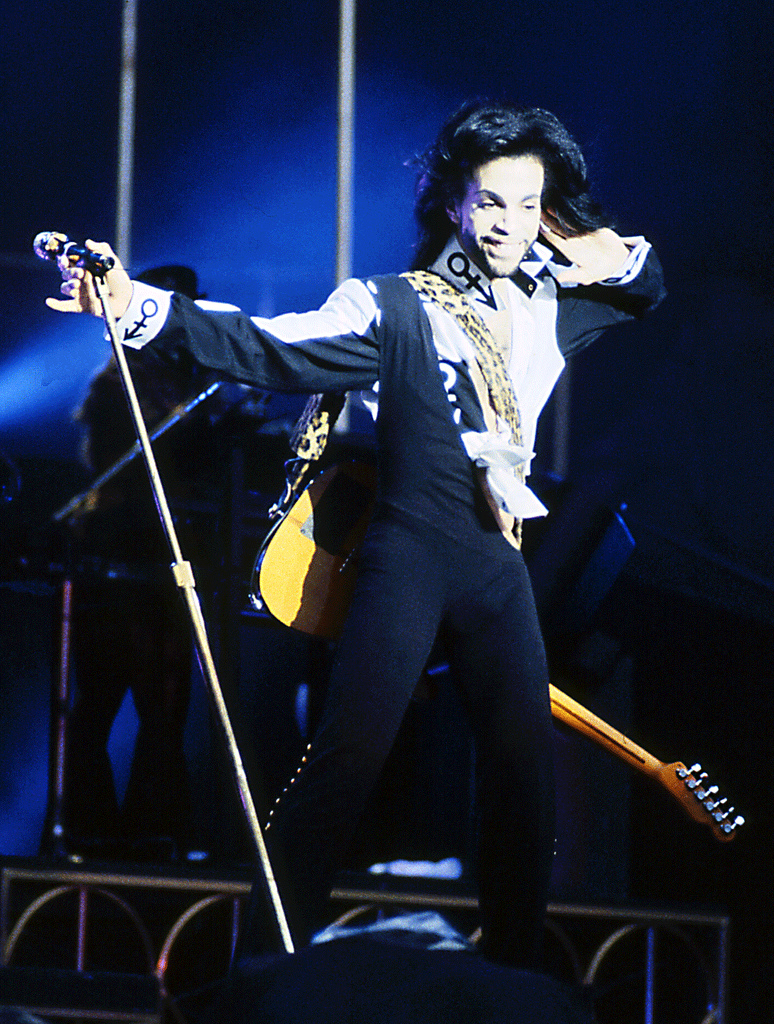
Nude Tour, 1990 год

В 1991 году выходит успешный альбом Diamonds and Pearls, содержавший хиты «Diamonds and Pearls» и «Cream». Одновременно с работой над собственным диском он помогал Мадонне и Кейт Буш в записи альбомов Like a Prayer и The Red Shoes соответственно.
Но самые большие изменения в образе Принса случились после 1993 года, когда он начал конфликтовать с лейблом Warner Bros., который, по мнению певца, ограничивал его творческую независимость. Warner перестали поддерживать лейбл певца Paisley Park Records, и сингл «The Most Beautiful Girl in the World» был выпущен на независимом лейбле. Принс начал выпускать альбомы так быстро как только мог (подчас выдавая за них ранее забракованные песни), а на публике стал появляться с нанесённым на щёку словом «slave» (рус. «раб»).

«За то, что я пишу на щеке „раб“, меня называют сумасшедшим. Но кто же я, если я не могу делать то, что хочу? Когда человеку не позволяют мечтать, он становится рабом».— Принс, 1996 год
В 1993 году Принс выпустил альбом , названием которого выбрал сочетание символов мужского (♂) и женского (♀) начал. Этот же символ стал обозначением самого артиста: записи предыдущих лет перевыпускались им под именем «Принц (1985—1993)», а новые работы — под именем «артист, ранее известный как Принц». Если прежний Принс запомнился всем своим вызывающим, дерзким сценическим образом, то теперешний  представал смиренным и кротким. Всеобщее недоумение сменой имени на непроизносимое и сопутствующее катастрофическое падение показателей продаж вылились в судебную тяжбу  с его лейблом.
По истечении срока контракта с Warner Brothers в 1996 году  на собственном лейбле NPG Records выпустил тройной альбом Emancipation с разнородным материалом, среди которых фанаты обнаружили и первые в его жизни кавер-версии хитов других исполнителей. Альбом стал дважды платиновым, но ни один из новых синглов  не смог повторить успеха «The Most Beautiful Girl in the World», возглавлявшего британские чарты продаж в 1994 году. Однако на исходе тысячелетия авторитетный журнал «Rolling Stone» включил Принца в список лучших исполнителей в истории, а в 2000 году он возобновил использование своего собственного имени.
Альбом Rave Un2 the Joy Fantastic ознаменовал возвращение артиста на крупный лейбл и получил сдержанно-тёплый приём, войдя в топ-10 Billboard и получив золотой сертификат в США. В канун Нового 2000 года состоялся специальный концерт при участии Ленни Кравица, The Time, NPG и участников группы Sly and the Family Stone, получивший название Rave Un2 the Year 2000.
Принс стал одним из первых артистов, продававших свои записи непосредственно поклонникам.

### Поздние годы

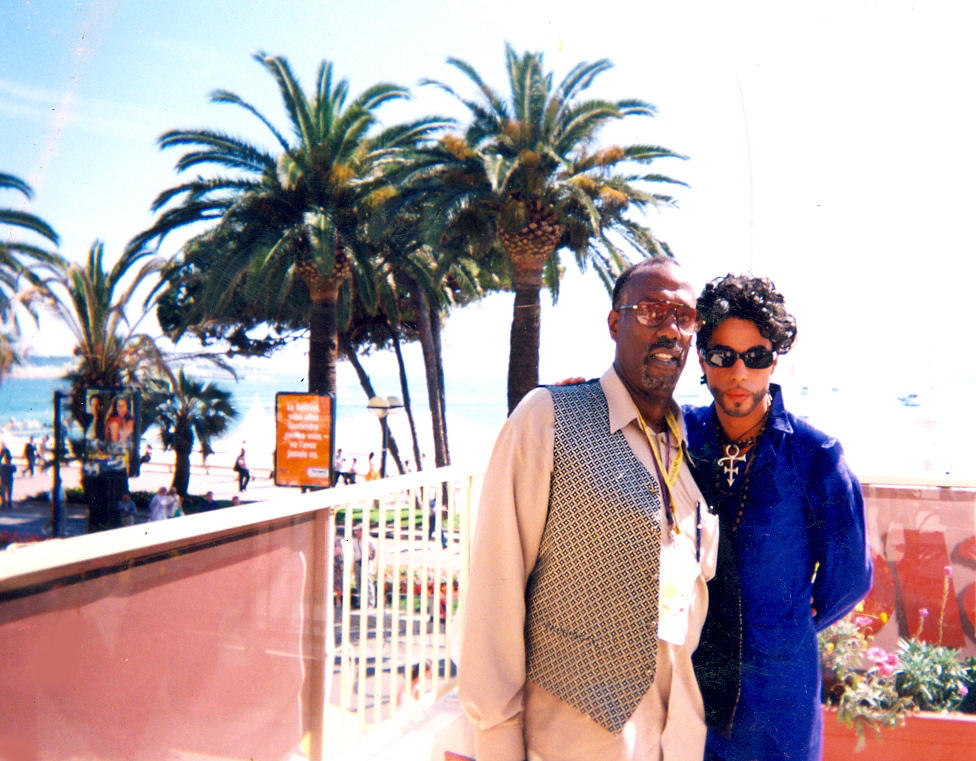
Принц (справа) и Юла Андерсон. Канны, 2000 год

2000-е годы продолжили череду музыкальных экспериментов Принца: приджазованный The Rainbow Children; One Nite Alone… (на котором были лишь его голос и фортепиано), распространяемый через Интернет; два инструментальных альбома — Xpectation и N.E.W.S; джаз-фанковый концертный альбом C-Note.
Разочаровывающие показатели продаж новых работ Принса мало отразились на его репутации музыкального кудесника и одного из зачинателей современного ритм-энд-блюза, о чём свидетельствует его включение в Зал славы рок-н-ролла в 2004 г. На торжестве по этому поводу хвалебные речи в честь артиста произнесли самые талантливые представители ритм-энд-блюза нового поколения — Алиша Кис и дуэт OutKast. Дав короткое выступление, Принц также исполнил гитарное соло в «While My Guitar Gently Weeps» на церемонии введения Джорджа Харрисона. В том же году, когда легендарный Стиви Уандер решил сделать первую за многие годы запись («So What The Fuss»), он пригласил Принца аккомпанировать ему на гитаре.
В 2004 году Принц вернулся к сценическому образу времён альбома Diamonds and Pearls, выпустил альбом Musicology, удостоившийся восторженных отзывов в прессе и нескольких премий «Грэмми». На церемонии вручения наград Бейонсе исполнила попурри из песен Принца. Musicology продавался лучше предыдущих альбомов исполнителя, а сопровождавшее его выход турне по США стало самым кассовым концертным событием года.
В феврале 2007 года Принц с большим успехом выступил в промежутке между таймами решающего матча Супер Боул XLI, что стало самым рейтинговым музыкальным представлением в новейшей истории американского телевидения. В тот день в Майами с самого утра пошёл сильный дождь, и когда исполнительный продюсер в волнении позвонил Принцу, чтобы описать ситуацию, в ответ он услышал: «Вы можете сделать, чтобы дождь пошёл ещё сильнее?». Во время исполнения суперхита «Purple Rain» фиолетовые прожекторы придали песне фирменный антураж. В 2015 году Billboard признал выступление Принца лучшим в истории Супер Боулов.

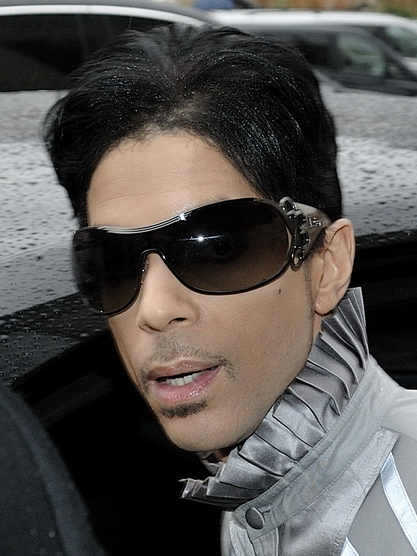
2009 год

Хотя Принц больше не занимал верхних строчек в чартах, его имя упоминается в трёх американских чарттоперах XXI века. У Эминемa в песне «Without Me» есть слова: «Я был на допинге с тех самых пор, как Принц обернулся Символом». Канье Уэст в припеве к «Stronger» вспоминает об отношениях Принца и Аполлонии. В 2006 г. написанная им для мультфильма «Делай ноги» песня «Song of the Heart» была удостоена премии «Золотой глобус»; в том же мультфильме Принцовскую «Kiss» исполнили Николь Кидман и Хью Джекман.
14 октября 2010 в Нью-Йорке в театре «Аполло» Принц объявил о начале своего нового восточноамериканского тура «Welcome 2 America» и продемонстрировал покрытую сусальным золотом гитару Fender Custom Stratocaster работы Юрия Шишкова, которая сопровождала его на концертах. По завершении тура гитара была выставлена на аукцион, и деньги от её продажи пошли в фонд помощи нуждающимся детям Гарлема. К началу февраля в рамках тура «Welcome 2 America» два концерта прошли в Izod Center в Нью-Джерси и три аншлаговых концерта в Мэдисон-сквер-гарден.
Принц также появился как приглашённая звезда в роли самого себя в третьем сезоне американского сериала «Новенькая».
По мере роста популярности YouTube и стриминговых сервисов Принц часто высказывался против этих форматов, расценивая их как пиратство. При этом он продолжал экспериментировать с вариантами изданий своих альбомов: альбом 2010 года 20Ten был выпущен в Европе в качестве приложения к нескольким музыкальным журналам; HITnRUN Phase Two (2016) — через стриминг Tidal.
В последнее время певец работал над своей книгой воспоминаний, которая называлась Прекрасные (The Beautiful Ones). Соавтор Принца, писатель Дэн Пайпенбринг, в итоге закончил книгу и выпустил её в октябре 2019.

### Смерть

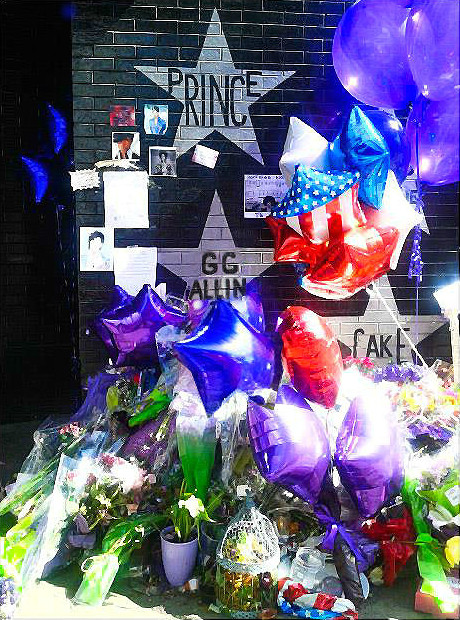
Мемориальная стена. Клуб First Avenue, Миннеаполис

15 апреля 2016 года Принц был госпитализирован в США после концертов в Атланте. Ему понадобилась срочная медицинская помощь, когда он летел на самолёте (пилоту пришлось совершить вынужденную посадку). Представители Принца тогда отметили, что он борется с гриппом. До этого певец отменил два концерта из-за состояния здоровья.
21 апреля 2016 года Принц умер в своём владении Пейсли Парк (англ. Paisley Park), Миннесота. Перед смертью он не спал около недели. По результатам вскрытия названа причина смерти — случайная передозировка фентанила, мощного анальгетика, который он применял для снятия сильнейших болей в тазобедренном суставе, мучивших его на протяжении многих лет. 
Расследование установило, что фентанил находился в капсулах, замаскированных под викодин. Однако как певец получал обезболивающие неизвестно. Предположительно, Принс мог не знать о содержимом капсул.
По не подтверждённой информации, за шесть месяцев до смерти, в декабре 2015 года, у музыканта был диагностирован СПИД.
23 апреля тело Принца было кремировано в штате Миннесота. На церемонии прощания были только близкие и родственники Принца. Во время церемонии прощания с певцом здание мэрии Лос-Анджелеса было подсвечено «фирменным» фиолетовым цветом.
Через неделю после смерти Принца его альбомы Purple Rain, The Very Best of Prince и The Hits / The B-Sides вернулись в чарт Billboard, заняв соответственно 1, 2 и 6-ю позиции (первые два альбома разошлись полумиллионными тиражами), а по итогам 2016 года Принц стал лидером по объёмам продаж (2,3 миллиона копий альбомов).
В августе 2017 года Pantone Inc. в честь Принца присвоила новому оттенку фиолетового (  № 19-3528, HTML #4F3D63, RGB 79,61,99) имя «Love Symbol #2».
В январе 2020 года Грэмми организовала концерт-посвящение «Let’s Go Crazy: The Grammy Salute to Prince», показанный CBS в четвёртую годовщину его смерти. В концерте приняли участие H.E.R., Earth, Wind & Fire, Мигель, Джон Ледженд, Бек, Foo Fighters, Мэвис Стэплс, Шейла И., The Time, St. Vincent, Common, Хуанес и другие.
28 июля 2021 года был выпущен новый, ранее неизвестный, студийный альбом Принца под названием Welcome 2 America, который был записан ещё в 2010 году при подготовке к одноимённому туру, но по неизвестным причинам 11 лет откладывался. При этом некоторые песни с него успели выйти при жизни музыканта.
Музыкант не оставил завещания, после его смерти имущество было разделено между его сестрой Тайкой и пятью сводными братьями и сестрами. Когда Netflix вел переговоры о сделке с документальным фильмом, суд передал отягчённое миллионами невыплаченных долларов налогов имущество под управление Comerica Bank & Trust. В 2022 году, после многолетних судебных тяжб, суд Миннесоты разделил активы между музыкальной компанией Primary Wave, которой трое наследников Принца продали свои акции, и Prince Legacy LLC, состоящей из трех других наследников и, работавшего с музыкантом в 1990-х и 2000-х годах адвокатом Л. Лонделла Макмиллана и музыкальным продюсером Чарльзом Спайсером.

## Личная жизнь
На протяжении нескольких лет Принц был замечен в романтических отношениях со многими звёздами: Ким Бэйсингер, Мадонной, Вэнити, Аполлонией Котеро, Шейлой И., Кармен Электрой, Сюзанной Хоффс (The Bangles), Анной Фантастик, Шерилин Фенн и Сюзан Мунси из «Vanity-6» и «Apollonia-6». Принц был помолвлен с Сюзанной Мелвоин в 1985 году. В возрасте 37 лет (1996), в День Святого Валентина, он женился на 22-летней бэк-вокалистке и танцовщице Майте Гарсиа. 16 октября 1996 года у них родился сын, который появился на свет с синдромом Пфайффера (срастание костей черепа) и которого через неделю не стало. Принц и Мэйт развелись в 1999 году.
28 марта 2003 года Принц стал свидетелем Иеговы. До этого, начиная с 1996 года, он регулярно исследовал основные учения Библии со своим другом, известным в США музыкантом Ларри Грэмом, который сам стал свидетелем ещё в 1975 году. Принц посещал встречи в зале царства свидетелей Иеговы, а иногда и стучал в двери людей, чтобы обсудить с ними свою веру. Он оставался активным свидетелем Иеговы до самой смерти.
По некоторым данным Принц выступал против однополых браков, но, как выяснилось, эта информация оказалась ложной.

## Дискография
- For You (1978)
- Prince (1979)
- Dirty Mind (1980)
- Controversy (1981)
- 1999 (1982)
- Purple Rain (1984)
- Around the World in a Day (1985)
- Parade (1986)
- Sign «☮» the Times (1987)
- Lovesexy (1988)
- Batman (1989)
- Graffiti Bridge (1990)
- Diamonds and Pearls (1991)
- (1992)
- Come (1994)
- The Black Album (1994)
- The Gold Experience (1995)
- Chaos and Disorder (1996)
- Emancipation (1996)
- Crystal Ball / The Truth (1998)

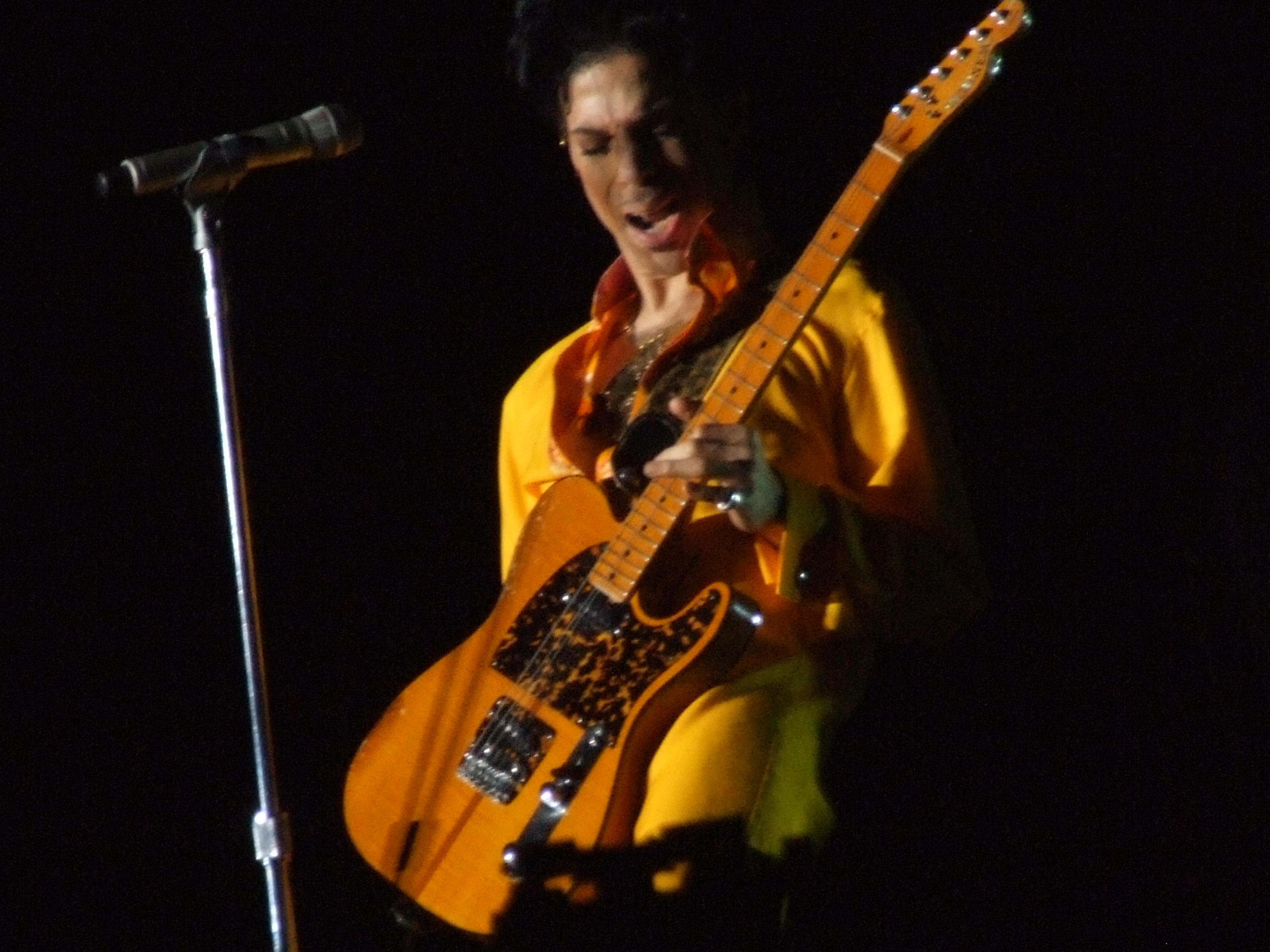
Коачелла, 2008 год

- The Vault: Old Friends 4 Sale (1999)
- Rave Un2 the Joy Fantastic (1999)
- The Rainbow Children (2001)
- One Nite Alone… (2002)
- Xpectation (2003)
- N.E.W.S (2003)
- The Chocolate Invasion (2004)
- The Slaughterhouse (2004)
- Musicology (2004)
- 3121 (2006)
- Planet Earth (2007)
- Lotusflow3r / MPLSound (2009)
- 20Ten (2010)
- Plectrumelectrum (2014)
- Art Official Age (2014)
- HITnRUN Phase One (2015)
- HITnRUN Phase Two (2016)
- Welcome 2 America (2021, посмертный)

## Награды и номинации

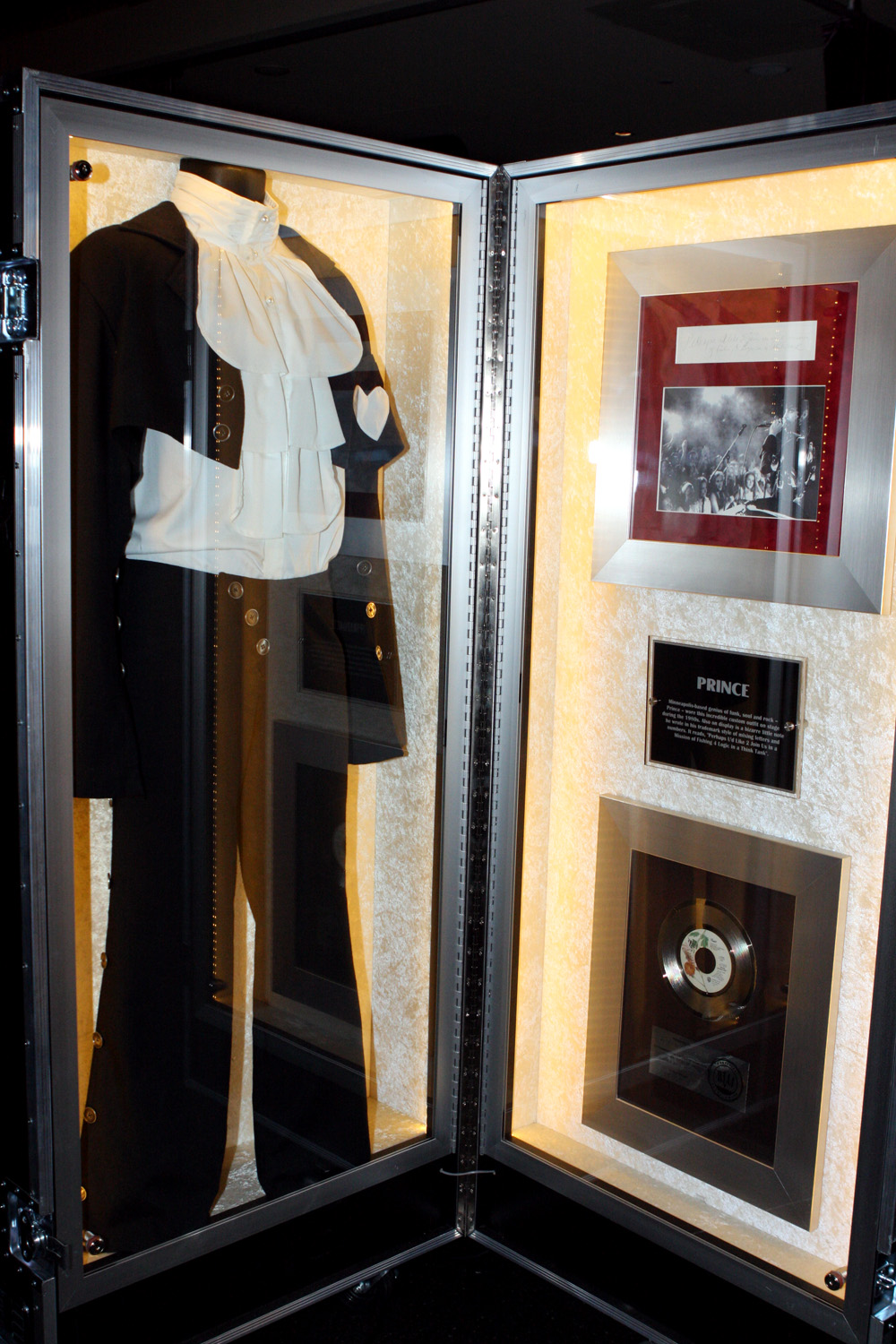
Hard Rock Cafe, Австралия

Премия «Грэмми» (Grammy Awards) считается наиболее важной музыкальной наградой и вручается ежегодно Национальной академией искусства и науки звукозаписи.
| Год  | Номинированная работа                  | Категория                           | Результат |
| ---- | -------------------------------------- | ----------------------------------- | --------- |
| 1984 | 1999                                   | Лучшая мужская работа в жанре поп   | Номинация |
| 1984 | «International Lover»                  | Лучший исполнитель R&B              | Номинация |
| 1985 | Purple Rain                            | Альбом года                         | Номинация |
| 1985 | Purple Rain                            | Лучшее исполнение в жанре рока      | Победа    |
| 1985 | Purple Rain                            | Лучший оригинальный альбом          | Победа    |
| 1985 | «I Feel for You»                       | Лучший R&B-сингл                    | Победа    |
| 1987 | «Kiss»                                 | Лучший R&B-исполнитель              | Победа    |
| 1987 | «Kiss»                                 | Лучший R&B-сингл                    | Номинация |
| 1988 | Sign o’ the Times                      | Альбом года                         | Номинация |
| 1988 | «U Got the Look»                       | Лучший R&B-исполнитель              | Номинация |
| 1988 | «U Got the Look»                       | Лучший R&B сингл                    | Номинация |
| 1990 | Batman                                 | Лучший поп-исполнитель              | Номинация |
| 1990 | «Batdance»                             | Лучший R&B-исполнитель              | Номинация |
| 1991 | «Nothin’ Compares 2 U»                 | Сингл года                          | Номинация |
| 1992 | «Get Off»                              | Лучший R&B-исполнитель              | Номинация |
| 1993 | «Diamonds and Pearls»                  | Лучший Pop-исполнитель              | Номинация |
| 1995 | «The Most Beautiful Girl in the World» | Лучший Pop-исполнитель              | Номинация |
| 1996 | «Eye Hate U»                           | Лучший R&B-исполнитель              | Номинация |
| 1996 | The Gold Experience                    | Лучший R&B альбом                   | Номинация |
| 2004 | N.E.W.S.                               | Лучший инструментальный поп-альбом  | Номинация |
| 2005 | «Cinnamon Girl»                        | Лучший поп-исполнитель              | Номинация |
| 2005 | «Call My Name»                         | Лучший R&B-исполнитель              | Победа    |
| 2005 | «Call My Name»                         | Лучший R&B сингл                    | Номинация |
| 2005 | «Musicology»                           | Лучший традиционный R&B-исполнитель | Победа    |
| 2005 | Musicology                             | Лучший R&B-альбом                   | Номинация |
| 2007 | «Black Sweat»                          | Лучший R&B-исполнитель              | Номинация |
| 2007 | «Beautiful, Loved and Blessed»         | Лучший R&B-исполнитель              | Номинация |
| 2007 | «3121»                                 | Лучший альтернативный исполнитель   | Номинация |
| 2007 | «Black Sweat»                          | Лучший R&B сингл                    | Номинация |
| 2007 | 3121                                   | Лучший R&B альбом                   | Номинация |
| 2008 | «Future Baby Mama»                     | Лучший R&B-исполнитель              | Победа    |
| 2008 | «The Song of the Heart»                | Лучший автор сингла                 | Номинация |
| 2010 | «Dreamer»                              | Лучший рок-исполнитель              | Номинация |